# Przylądek Kormoranów

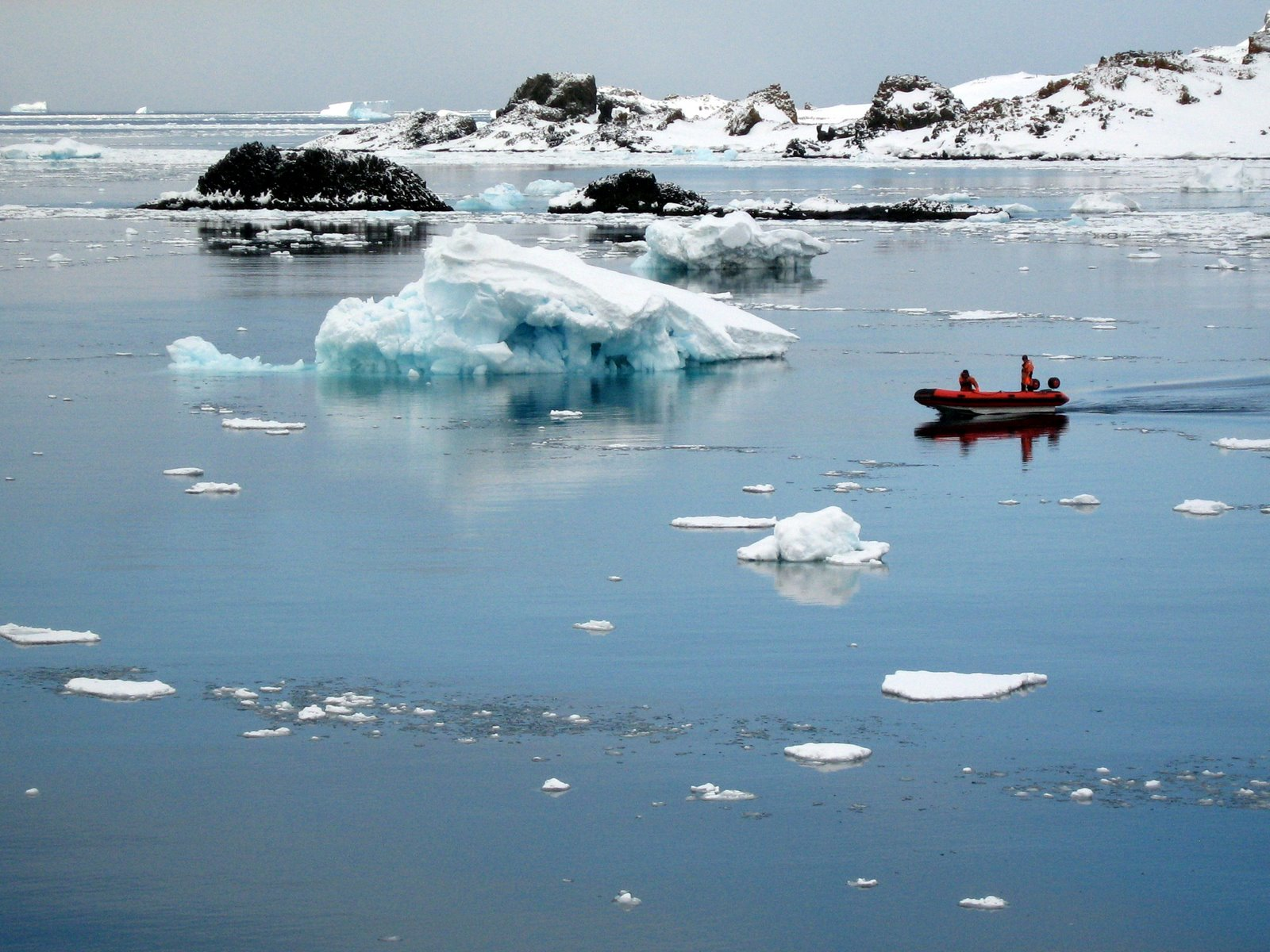
Przylądek Kormoranów, w tle Przylądek Rakusy

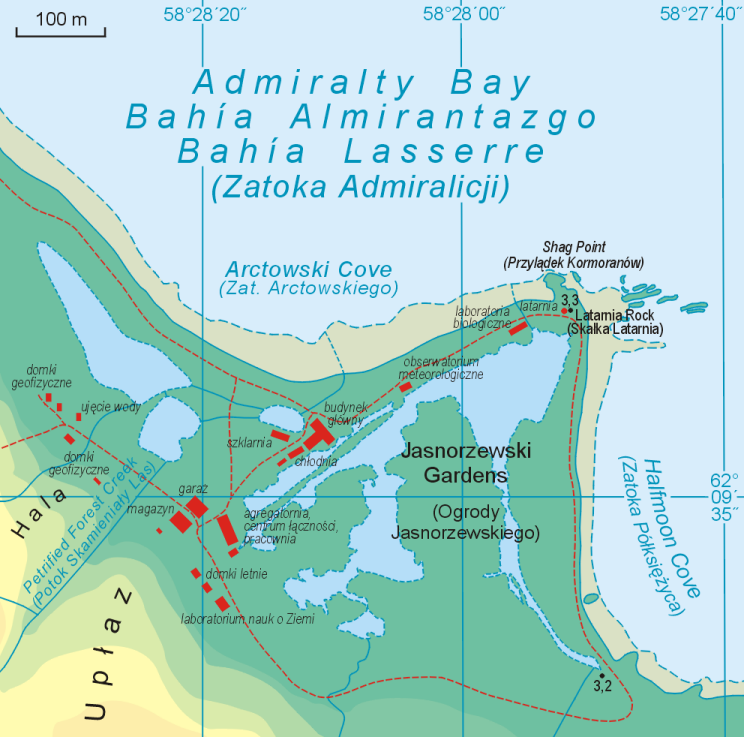
Przylądek Kormoranów na mapie okolic Polskiej Stacji Antarktycznej im. Henryka Arctowskiego

Przylądek Kormoranów (ang. Shag Point) - grupa skał u wybrzeży Wyspy Króla Jerzego między Zatoką Arctowskiego a Zatoką Półksiężyca, będącymi częścią Zatoki Admiralicji. Nazwę nadali amerykańscy ornitolodzy W. Trivelpiece i N. Volkman, goszczący latem 1977/1978 roku na położonej kilkaset metrów obok Polskiej Stacji Antarktycznej im. Henryka Arctowskiego.